# Tiffany (kočka)
Tiffany je plemeno koček, které je křížencem birem a siamských koček.

## Historie
Toto plemeno vzniklo v USA v 80. letech 20. století. Tehdy ještě nebylo tak málo populární a stihlo se rozšířit do Evropy. V roce 2012 se plemeno Tiffany prohlásilo za vyhynulé i přesto, že se objevují informace o tom, že plemeno stále žije.

## Vzhled
Tiffany je poměrně mohutné plemeno. Je dobře osvalené a elegantní. Hlava tvarem připomíná klín, oči jsou velké a jantarové. Uši jsou široce posazené a nahnuté dopředu. Srst je jemná, dlouhá, bez posady.Srst je většinou stříbřitě modrá. Směrem od zad ke břichu se zesvětluje. V dospělosti toto plemeno váží od 3,5 do 6,5 kilogramu.

## Povaha
Je přítulná, zvědavá a inteligentní, dokáže se naučit mnoho triků i povelů. Je mnohomluvná.